# Список умерших в 1105 году
В этой статье представлен список известных людей, умерших в 1105 году.
См. также: Категория:Умершие в 1105 году

## Январь
- 2 января — Тьерри I — граф Монбеньяра, граф Феррета, граф Альткирха с 1073 года, граф Бар-ле-Дюк и сеньор Муссона с 1093 года ( как Тьерри II), граф Вердена с 1100 года (как Тьерри II)

## Апрель
- 19 апреля — Адриан Комнин — византийский аристократ и военачальник, брат императора Алексея I Комнина.

## Июнь
- 4 июня — Фридрих I фон Штауфен — герцог Швабии (1079—1105), родоначальник династии Гогенштауфенов.
- 22 июня — Раймунд IV Тулузский — граф Прованса (1063—1105), маркиз Прованса (1093—1105), граф Тулузы (1088—1105), первый герцог Нарбонны (1088—1105), первый граф Триполи (1099—1105), один из главных участников 1-го крестового похода

## Июль
- 13 июля — Раши — крупнейший средневековый комментатор Талмуда и один из классических комментаторов Танаха; духовный вождь и общественный деятель еврейства Северной Франции.

## Сентябрь
- 1 сентября — Мелетий Новый — настоятель монастыря, христианский святой[1].
- 20 сентября — Симон Сицилийский — великий граф Сицилии (1101—1105)

## Ноябрь
- 10 ноября — Сукчон — император Корё (1095—1105).

## Декабрь
- 2 декабря — Одеризио ди Монтекассино — Кардинал-священник Сан-Марчелло-аль-Корсо (1088—1105)

## Дата неизвестна или требует уточнения
- Бёркийарук — великий султан сельджукидского государства (1094—1105)
- Гильом Гуго де Бо — сеньор де Бо (после 1059—1105).
- Григорий Иконописец — инок Киево-Печерского монастыря. Святой Русской церкви (дата смерти предположительна)
- Ли Тхыонг Киет[англ.] — вьетнамский полководец и политический деятель, национальный герой Вьетнама
- Мелик-шах II — 6-й султан Государства Сельджуков, сын Баркиярука.
- Питер из Ананьи[англ.] — епископ Ананьи, участник Первого крестового похода папский легат в Византийской империи, святой католической церкви.
- Ричард II — седьмой граф Аверсы и третий князь Капуи из дома Дренго (1091—1105/1106).
- Роже III — граф части Комменжа.
- Хуан Тинцзянь — китайский каллиграф.
- Принцесса Шоши[англ.] — императрица-консорт Японии (1046—1068), жена императора Го-Рэйдзэя.
- Эмери I — виконт Нарбонны (с 1071).